# Caroline Munro
Caroline Munro (n. 16 ianuarie 1949, Windsor, Berkshire) este o actriță engleză și model.  Este cel mai cunoscută pentru aparițiile sale în filme științifico-fantastice, de groază și de acțiune din anii 1970-1980. A apărut în filme Hammer, fiind propulsată în cariera actoricească de filmul Dracula AD 1972.

## Filmografie

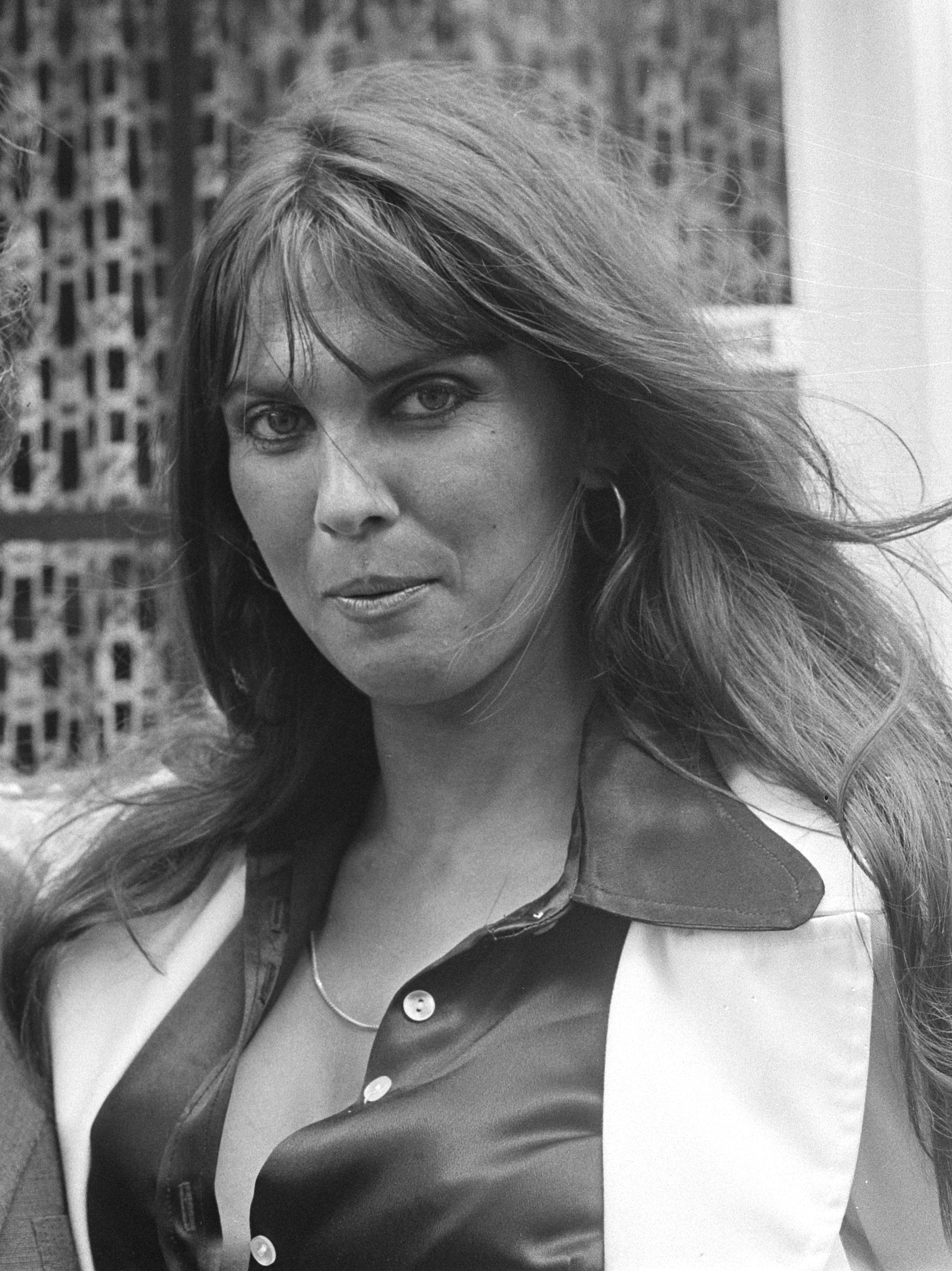
Caroline Munro în 1974

- Casino Royale (1967) - Guard Girl (nemenționată)
- Joanna (1968) - Extra (nemenționată)
- Where's Jack? (1969) - Madame Vendonne
- A Talent for Loving (1969) - Evalina
- Fumo di Londra (1971) - Beautiful Brunette
- The Abominable Dr. Phibes (1971) -  Victoria Regina Phibes (nemenționată)
- Dracula A.D. 1972 (1972) - Laura
- Dr. Phibes Rises Again (1972) - Victoria Regina Phibes (nemenționată)
- Călătoria de aur al lui Sinbad (1973) - Margiana
- Captain Kronos – Vampire Hunter (1974) - Carla
- I Don't Want to Be Born (1975) - Mandy Gregory
- Al șaptelea continent (At the Earth's Core) (1976) -  Dia
- The Spy Who Loved Me (1977) - Naomi
- Starcrash (1979) - Stella Star
- Maniac (1980) - Anna D'Antoni
- The Last Horror Film (1982) - Jana Bates
- Don't Open Till Christmas (1984) - rolul ei
- Slaughter High (1986) -  Carol
- Faceless (1987) - Barbara Hallen
- Howl of the Devil (1987) - Carmen
- Demons 6: De Profundis (1989) - Nora
- Night Owl (1993) - rolul ei
- To Die For (1994) - Mrs. Pignon
- Flesh for the Beast (2003) - Carla, țiganca
- Domestic Strangers (2005) - Counselor
- The Absence of Light (2006) - Abbey Church
- Vampyres (2015) [4]
- Cute Little Buggers (2015) - Mystic Mary
- Crying Wolf (2015)[5] - Shopkeeper
- GirlForce (2016)[6]